# Serviço de Tradução Bologna
O Serviço de Tradução Bologna é um projeto europeu cujo objetivo é fornecer um serviço de tradução automática às instituições de ensino superior, para que possam traduzir os seus programas de estudo e syllabi do curso para o inglês. (Information and Communication Technologies Policy Support Programme - Multilingual Online Services (CIP-ICT-PSP.2010.6.2).)
As instituições docentes precisam proporcionar, cada vez mais, a documentação dos programas de estudo e outras informações docentes em inglês. Isto é crucial na medida em que é a forma mais efetiva para as universidades conseguirem atrair os estudantes estrangeiros, e ainda mais importante, para produzir um impacto positivo na criação de uma imagem institucional a nível internacional.
As cifras e as tendências mostram que o investimento nos tradicionais serviços de tradução humanos é proibitivo. Portanto, os materiais docentes e os programas acadêmicos são fornecidos com frequência apenas na língua local.
O projeto Serviço de Tradução Bologna visa proporcionar uma solução para este problema, para o qual vai oferecer um serviço de tradução automática (TA) de baixo custo, baseado no site e de grande qualidade, denominado Serviço de Tradução Bologna (STB), que vai estar especificamente adaptado para traduzir o syllabi do curso e os planos de estudo das instituições de ensino superior. Este projeto vai desenvolver uma plataforma de tradução dirigida a traduzir do neerlandês, finlandês, francês, alemão, português, espanhol e turco para o inglês, e do inglês para o chinês.

## Consórcio
O consórcio responsável pela execução do Serviço de Tradução Bologna está formado por uma série de parceiros que desenvolvem a sua atividade na área industrial e no mundo acadêmico. Todos eles proporcionam uma grande experiência e múltiplos conhecimentos sobre alguma faceta do serviço:
- CrossLang NV (Bélgica)
- Convertus AB (Suécia)
- Applied Language Solutions, Ltd. (Reino Unido)
- Koç Universidade (Turquia)
- Eleka Ingeniaritza Lingusitikoa, SL (Espanha)

## Mais informações
- Bologna Translation Service: Online translation of course syllabi and study programmes in English, EAMT 2011: proceedings of the 15th conference of the European Association for Machine Translation, 30-31 May 2011, Leuven, Belgium
- BOLOGNA TRANSLATION SERVICE: AN ENABLER FOR INTERNATIONAL PROFILING AND STUDENT MOBILITY H. Depraetere, J. Van de Walle, INTED 2012: proceedings of INTED2012 (6th International Technology, Education and Development Conference, 05-07 marco 2012, Valência, Espanha